# Emanuel Haninger
Emanuel Haninger, původně Haniger (27. prosince 1887 Sušice – 11. června 1960), byl československý politik a meziválečný poslanec Národního shromáždění za Československou živnostensko-obchodnickou stranu středostavovskou.

## Biografie
Narodil se jako Emanuel Haniger. Otec Martin byl nádeníkem. 11. února 1922 se jeho manželkou stala Alžběta Jandová ze Sušice.
Profesí byl ředitelem Ústředního svazu živností stavebních pro republiku Československou v Praze.
Po parlamentních volbách v roce 1935 se stal poslancem Národního shromáždění. Mandát ale získal až dodatečně v prosinci 1937, jako náhradník poté, co zemřel poslanec Josef Václav Najman. Poslancem byl až do zrušení parlamentu roku 1939, přičemž v prosinci 1938 ještě přestoupil do poslaneckého klubu nově ustavené Strany národní jednoty.
Obvodní národní výbor Praha 16 povolil výměrem z prosince 1949 Emanuelu Hanigerovi změnu příjmení na Haninger.